# Salvatore Cardinale
Salvatore Cardinale (ur. 20 czerwca 1948 w Mussomeli) – włoski polityk i prawnik, były minister, długoletni parlamentarzysta.

## Życiorys
Ukończył w 1972 studia prawnicze, praktykował w zawodzie adwokata. Zaangażował się w działalność polityczną w ramach Chrześcijańskiej Demokracji. Pełnił funkcję burmistrza swojej rodzinnej miejscowości.
Od 1987 do 1994 sprawował mandat posła do Izby Deputowanych X i XI kadencji. Powrócił do niższej izby włoskiego parlamentu w 1996, zasiadał w niej nieprzerwanie do 2008, tj. w okresie XIII, XIV i XV kadencji. Od czasu rozwiązania chadecji należał do licznych ugrupowań – Centrum Chrześcijańsko-Demokratycznego (od 1994), Unii Demokratycznej na rzecz Republiki (od 1998), Popolari-UDEUR (od 1999) i Włoskiej Partii Ludowej (od 2000).
Od 21 października 1998 do 11 czerwca 2001 sprawował urząd ministra łączności w rządach Massima D’Alemy i Giuliana Amato. W 2002 z ludowcami przystąpił do partii Margherita, a w 2007 z tą ostatnią do Partii Demokratycznej.
W 2008 zrezygnował z ubiegania się o reelekcję w przedterminowych wyborach. Zamiast niego z ramienia PD wystartowała z powodzeniem jego córka, Daniela Cardinale.